# 管状花亚科
飞廉亚科（学名：Carduoideae）为菊科的一个亚科，其特征为头状花序全部为同形两性的管状花，其下包括春黄菊族、金盏花族、菜蓟族、蓝刺头族、帚菊木族、千里光族、紫菀族、泽兰族、堆心菊族、向日葵族、旋覆花族、斑鸠菊族等族。。